# Mendoncia blanchetiana
Mendoncia blanchetiana là một loài thực vật có hoa trong họ Ô rô. Loài này được Profice mô tả khoa học đầu tiên năm 1997.